# Precubisme
El precubisme (també anomenat protocubisme) és una fase de transició intermediària de la història de l’art que s’estén cronològicament del 1906 al 1910. Les evidències suggereixen que la producció de pintures precubistes va resultar d’una àmplia sèrie d'experiments, circumstàncies, influències i condicions, en lloc d'un esdeveniment estàtic, trajectòria, artista o discurs aïllats. Amb les seves arrels provinents d'almenys finals del segle xix, aquest període es pot caracteritzar per un moviment cap a la geometrització radical de la forma i una reducció o limitació de la paleta de colors (en comparació amb el fauvisme). Es tracta essencialment de la primera fase experimental i exploratòria d’un moviment artístic que seria absolutament més extrem, conegut des de la primavera de 1911 com a cubisme.
Les obres protocubistes solen representar objectes en esquemes geomètrics de formes cúbiques o còniques. La il·lusió de la perspectiva clàssica s’allunya progressivament de la representació objectiva per revelar l'essència constructiva del món físic (no només com es veu). El terme s’aplica no només a les obres d’aquest període de Georges Braque i Pablo Picasso, sinó a un ventall d’art produït a França durant els primers anys de la dècada de 1900 per artistes com Jean Metzinger, Albert Gleizes, Henri Le Fauconnier, Robert Delaunay, Fernand Léger, i a variants desenvolupades en altres llocs d’Europa. Les obres protocubistes abracen molts estils dispars i afectarien a diversos individus, grups i moviments, formant finalment una etapa fonamental en la història de l’art modern del segle xx.
S'atribueix a Pablo Picasso la primera pintura cubista; seduït per l'art africà, l'escultura ibèrica i l'austeritat de la pintura romànica pinta Les senyoretes del carrer d'Avinyó, en el qual el col·leccionista i marxant Kahnweiler advertirà el naixement del cubisme.
El juliol de 1907, de resultes d'una visita al Museu etnogràfic de Trocadéro, on s'exposen objectes tribals de l'Àfrica, Pablo Picasso retoca la part dreta del seu quadre Les Senyoretes del carrer d'Avinyó. Tela revolucionària que, fent cohabitar dos espais abstractes, confereix un cop fatal al principi d'unitat de l'espai acadèmic, captura l'atenció de Georges Braque a finals de 1907. Marcat per Derain i les retrospectives de Cézanne, Georges Braque havia renunciat al fauvisme. Compromès en una recerca espacial, havia elaborat «la inversió de perspectiva» (Daix) i s'alliberava a poc a poc del motiu exterior. Encara que procedint per vies diferenciades, Braque i Picasso manifesten el desig de crear un espai autònom. A la primavera de 1908, Braque respon a les teles primitivistes de Picasso vistes al Bateau-Lavoir amb el Grand Nu. Atrets «per la materialització d'aquest espai nou», «que va ser la direcció mestra del Cubisme» (Braque), els artistes destruiran l'espai de la perspectiva, limitat des del punt de vista per tal de trobar un espai revelant la veritat de l'objecte.
Durant el període africà (1907-1909), Picasso s'interessa per la figuració dels volums a un espai petit (Tres figures sota un arbre, 1907). Braque, seguint la carta de Cézanne a Émile Bernard apareguda al Mercure de France (1907), «tractar la naturalesa pel cilindre, l'esfera, el con», geometritza els volums i imposa una nova visió de l'objecte conceptualitzada (Maison à l'Estaque, 1908), represa per Picasso (Maisonnettes et arbres, 1908). Concentrats a l'espai, Braque i Picasso sotmeten els elements pictòrics a aquest, i emancipen el quadre. Refusats del Salon d'automne, els paisatges de Braque, portats de l'Estaque, són exposats amb Kahnweiler (novembre de 1908).
Reprenent els termes de Matisse, membre del Jurat del Saló, Louis Vauxcelles parla per primera vegada de «petits cubs» a la revista Gil Blas. Bé que utilitzat de manera despectiva, aquest qualificatiu s'ha estès amb el nom de cubisme, i des de l'any 1909 és la denominació oficial del moviment.
En cerca d'un espai tàctil capaç de portar els objectes cap a l'espectador, Braque estudia el de les natures mortes, i posteriorment el dels instruments de música (1908-1909). Per moderar les composicions enrigidides per l'escriptura objectiva, Picasso fragmenta els objectes, i Braque els inunda de llum.
El 1909, Picasso ensenya per un balanceig del pla la totalitat de les cares de l'objecte i representa així les seves tres dimensions (La Dona asseguda, 1909). A finals de 1909, l'espai de la perspectiva és destruït. El quadre ja no és «una finestra oberta sobre el món» (Alberti), ja no representa la il·lusió de les tres dimensions de l'objecte, sinó la seva totalitat.